# Regeringen Hamrin
Regeringen Hamrin var en svensk regering som bildades den 6 augusti 1932, då finansminister Felix Hamrin övertog Ekmans andra ministär och blev statsminister. Ministären satt i regeringsställning till den 24 september 1932, då Per Albin Hansson blev statsminister.
Förutvarande statsminister C.G. Ekman tvingades avgå när det kommit fram att han tagit emot vad som uppfattades som mutor av Ivar Kreuger. Vid andrakammarvalet samma år vann socialdemokraterna, varmed ministären upplöstes, och den första hansonsska ministären efterträdde

## Statsråd
| Befattning             | Namn                | Parti                  |
| ---------------------- | ------------------- | ---------------------- |
| Statsminister          | Felix Hamrin        | Frisinnade folkpartiet |
| Utrikesminister        | Fredrik Ramel       | Oberoende liberal      |
| Justitieminister       | Natanael Gärde      | Oberoende liberal      |
| Försvarsminister       | Anton Rundqvist     | Partilös               |
| Socialminister         | Sam Larsson         | Frisinnade folkpartiet |
| Kommunikationsminister | Ola Jeppsson        | Frisinnade folkpartiet |
| Finansminister         | Felix Hamrin        | Frisinnade folkpartiet |
| Ecklesiastikminister   | Sam Stadener        | Frisinnade folkpartiet |
| Jordbruksminister      | Bo von Stockenström | Frisinnade folkpartiet |
| Handelsminister        | David Hansén        | Frisinnade folkpartiet |
| Konsultativt statsråd  | Ragnar Gyllenswärd  | Frisinnade folkpartiet |
| Konsultativt statsråd  | Åke Holmbäck        | Partilös               |
| Konsultativt statsråd  | Torsten Petersson   | Frisinnade folkpartiet |